# Hieroglyphus tonkinensis
Hieroglyphus tonkinensis är en insektsart som beskrevs av Bolívar, I. 1912. Hieroglyphus tonkinensis ingår i släktet Hieroglyphus och familjen gräshoppor. Inga underarter finns listade i Catalogue of Life.